# ゼートイフェル (特殊潜航艇)
ゼートイフェル（Seeteufel）は第二次世界大戦中にドイツ海軍が計画した特殊潜航艇。試作のみで量産はされなかった。

## 概要
ドイツ海軍は1944年始めからモルヒと同様の任務に就く潜航艇の計画を進めていた。その後、この計画は履帯によって陸上走行が可能な水陸両用潜航艇の計画へ進化し、同年3月にはドーバー海峡での使用を主目的とする「ゾンダー・ファールツォイク（特殊な乗り物）」という16t型の潜航艇が計画された。その後、この計画を発展させて35t型の潜航艇の試作が計画された。これが「ゼートイフェル（アンコウ）」である。
ゼートイフェルは単殻式の潜航艇で、イギリスのX艇の影響を強く受けている。機関は水上・陸上用としてガソリン機関、水中用としてモーターを装備しているが、水上航行時にモーターの充電が可能であったかは不明である。履帯は艇体下部に装備されており、クラッチの切り替えによってスクリューとの切り替えが可能であった。この履帯によってゼートイフェルは理論上は陸上のみではなく海底での走行も可能であったが、機関の出力が小さく、実際は陸上走行のみに使用されたという。
開発はカール・ボルグワード社によって行われ、1944年夏頃に試作艇が完成した。試験では当時実戦に用いられていた潜航艇にあった魚雷発射時に軽くなった艇体が海面上に飛び出すという欠点がない点、魚雷発射時の安定性が優れている点などが評価された。しかし、35tの艇体を陸上で走行させるには80馬力のガソリン機関はあまりにも非力であり、履帯の幅が十分でなかったことも相まって、地上での走行には問題ありとの判断が下された。
これを受けて同年10月に履帯の幅を広げ、問題のあったガソリン機関をディーゼル機関に変更した改良型3隻の試作が計画されたが、結局試作されずにゼートイフェルの開発は打ち切りとなった。

## 性能諸元(試作艇の資料より)

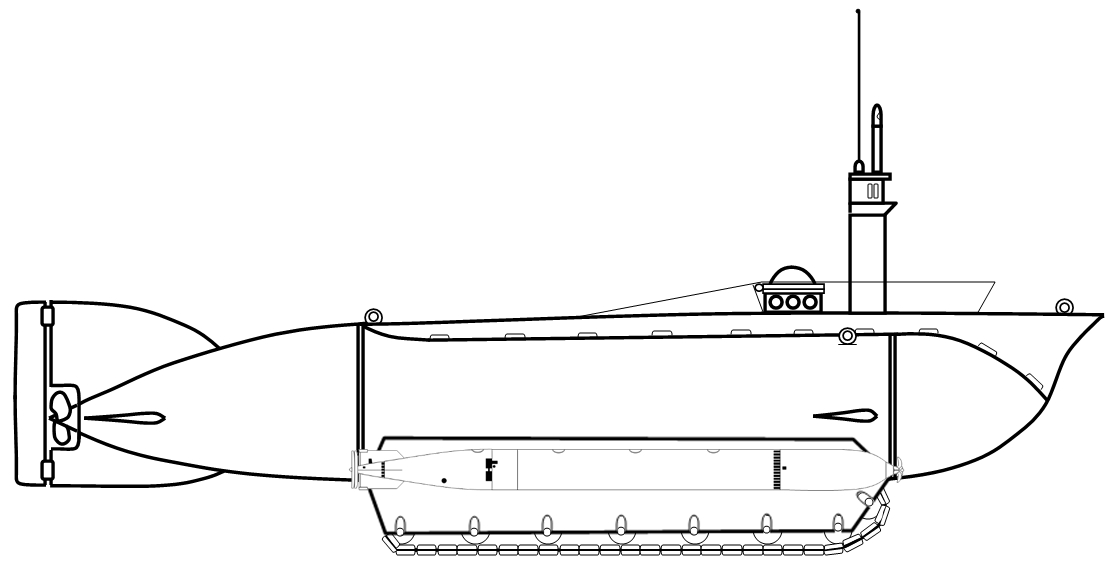
ゼートイフェル

- 重量:35t
- 全長:14.2m
- 全幅:2.8m
- 機関:水上・陸上用ガソリン機関(80馬力)

　　　　水中用電動モーター(25馬力)
- 速力:8ノット(水中)
- 最大潜航深度:20m

- 武装:魚雷2本
- 乗員:2名

## 備考
- 1855年にヴィルヘルム・バウアーも同名の潜水艇（人力推進であった）を作っている。